# سکس‌هراسی
سکس‌هراسی یا سکسوفوبیا (به انگلیسی: Sexophobia) نوعی احساس ترس از اندام‌های جنسی دیگران یا فعالیت‌های جنسی در انسان و در معنای کلی ترس از رابطه جنسی است. این احساس معمولاً ناشی از عوامل محیطی، نوع نگرش فرد، تجربه‌های شخصی، سلامت روانی و … می‌تواند باشد.

## رفتارها
تأثیر سکسوفوبیا در نحوه صحبت بیماران با پزشکان آشکار می‌شود؛ مخصوصاً زمانی که بیماران می‌خواهند مشکلات بهداشتی خود را با پزشک در میان گذاشته ولی از آن خجالت کشیده و امتناع می‌ورزند یا اینکه در گفتگوی خود از کلمات بسیار علمی و خنثی استفاده می‌کنند. از طرفی، استفاده از واژگان خنثی و علمی توسط پزشکان می‌تواند بیماران را نسبت به صحبت صریح در مورد مسائل جنسی خود دلسرد کنند.
این احساس ترس معمولاً قابل درمان است.